# 26 kwietnia
26 kwietnia jest 116. (w latach przestępnych 117.) dniem w kalendarzu gregoriańskim. Do końca roku pozostaje 249 dni.

## Święta
- Imieniny obchodzą: Artemon, Aureliusz, Dominik, Erwina, Grzegorz, Klarencjusz, Klet, Lucydiusz, Marcelin, Mariusz, Marzena, Paschazy, Ryszard i Spycimir.
- Polska, Szczecin – Dzień Wyzwolenia Szczecina (1945–1999), Święto Zdobycia Szczecina (od 2000)[1]
- Międzynarodowe – Światowy Dzień Własności Intelektualnej[2]; Dzień Widoczności Lesbijek
- Tanzania – Święto Unii
- Wspomnienia i święta w Kościele katolickim[3][4] obchodzą:
  - św. Anaklet I (papież)
  - św. Aureliusz z Kartaginy (męczennik)
  - św. Marcelin (papież)
  - św. Rafał Arnáiz Barón (oblat cysterski)

## Wydarzenia w Polsce
- 1332 – Wojna polsko-krzyżacka (1327–1332): wojska krzyżackie zdobyły Inowrocław.
- 1428 – Czescy husyci zaatakowali Chojnów i dokonali rzezi mieszkańców.
- 1500 – Biskup pomocniczy warmiński Jan Wilde poświęcił kościół św. Wawrzyńca w Gutkowie (obecnie dzielnica Olsztyna).
- 1580 – Biskup warmiński Marcin Kromer poświęcił odbudowany kościół św. Jana Chrzciciela w Biskupcu.
- 1777 – Od uderzenia pioruna zapalił się i spłonął kościół św. Mikołaja (dziś katedra) w Elblągu.
- 1794 – Ukazało się pierwsze wydanie „Gazety Wolnej Warszawskiej”, oficjalnego organu insurekcji kościuszkowskiej.
- 1809 – Wojna polsko-austriacka: zwycięstwo wojsk polskich w bitwie pod Grochowem.
- 1831 – Powstanie listopadowe: zwycięstwo wojsk rosyjskich w I bitwie pod Mińskiem Mazowieckim.
- 1848 – Wiosna Ludów:
  - Oddziały powstańcze w Wielkopolsce odmówiły demobilizacji.
  - Po zbombardowaniu Krakowa przez Austriaków przewodniczący Komitetu Obywatelskiego Józef Walenty Krzyżanowski podpisał akt kapitulacji miasta.
- 1863 – Powstanie styczniowe: zwycięstwo powstańców w II bitwie pod Nową Wsią.
- 1867 – W siedzibie Towarzystwa Naukowego Krakowskiego odbył się pierwszy pokaz obrazu Alchemik Sędziwój Jana Matejki.
- 1886 – Z inicjatywy kanclerza Ottona von Bismarcka powstała działająca w Wielkopolsce i na Pomorzu antypolska Komisja Kolonizacyjna.
- 1915 – I wojna światowa:
  - Car Mikołaj II Romanow przybył do zdobytej przez wojska rosyjskie Twierdzy Przemyśl.
  - Jasna Góra została ustanowiona enklawą pod administracją austro-węgierską, wydzieloną z terenów okupowanych przez Niemców.
- 1920:
  - W Poznaniu od policyjnych kul zginęło 9 strajkujących kolejarzy, a 30 zostało rannych.
  - Założono najstarszy w mieście polski klub sportowy Gwiazda Bydgoszcz.
- 1925 – Wieś Olsztyn została przyłączona do Bełchatowa.
- 1930 – W Przeworsku spłonęło 38 budynków.
- 1940 – W lesie pod Suwałkami Niemcy rozstrzelali 13 członków Tymczasowej Rady Ziemi Suwalskiej, pierwszej organizacji podziemnej na Suwalszczyźnie
- 1943 – W nocy z 26 na 27 kwietnia rotmistrz Witold Pilecki wraz z dwoma współwięźniami uciekł z obozu Auschwitz.
- 1944:
  - W zamachu przeprowadzonym przez oddział Kedywu AK w Warszawie zginęli Oberstleutnant Schutzpolizei Erwin Gresser i jego kierowca.
  - Prezydent RP Władysław Raczkiewicz wydał dekret o tymczasowej organizacji władz na terytorium Rzeczypospolitej oraz mianował Delegata Rządu RP na Kraj Jana S. Jankowskiego wicepremierem.
- 1945 – Armia Czerwona zdobyła Szczecin.
- 1950:
  - Dzień 1 maja ogłoszono świętem państwowym.
  - Rozpoczęto budowę Huty im. Lenina w Nowej Hucie.
- 1961 – Józef Cyrankiewicz został Honorowym Obywatelem Miasta Krakowa.
- 1963 – Premiera filmu Czarne skrzydła w reżyserii Ewy i Czesława Petelskich.
- 1965 – Dokonano oblotu szybowca SZD-29 Zefir 3.
- 1977 – W Katowicach wykonano wyroki śmierci na seryjnym mordercy Zdzislawie Marchwickim i jego bracie Janie.
- 1985 – Podczas obrad przywódców państw-stron Układu Warszawskiego w Warszawie przedłużono jego istnienie na kolejne 20 lat.
- 1995 – W 50. rocznicę zdobycia miasta przez Armię Czerwoną po raz pierwszy odegrano Hejnał Szczecina
- 1996:
  - Premiera komedii filmowej Szabla od komendanta w reżyserii Jana Jakuba Kolskiego.
  - Sejm RP przyjął ustawę o Służbie Więziennej.
- 2000 – W Radzionkowie otwarto Muzeum Chleba.
- 2003 – Odkryto Jaskinię Głęboką w Beskidzie Śląskim.
- 2004 – Producent filmowy Lew Rywin został skazany nieprawomocnie przez Sąd Okręgowy w Warszawie na 2,5 roku pozbawienia wolności oraz 100 tys. zł. grzywny. Sąd zmienił kwalifikację czynu z płatnej protekcji na oszustwo.
- 2008 – Odbył się ingres arcybiskupa metropolity gdańskiego Sławoja Leszka Głódzia.

## Wydarzenia na świecie
- 1220 – Król Niemiec Fryderyk II wydał przywilej Confederatio cum principibus ecclesiasticis dla niemieckiej hierarchii kościelnej.
- 1248 – Poświęcono Świętą Kaplicę w Paryżu.
- 1315 – Król Robert I Bruce dokonał w Ayr otwarcia obrad pierwszego szkockiego parlamentu.
- 1326 – We francuskim Corbeil odnowiono skierowany przeciwko Anglii francusko-szkocki układ Auld Alliance.
- 1336 – Włoski poeta Francesco Petrarca zdobył szczyt Mont Ventoux w Prealpach Południowych, co uznaje się za początek alpinizmu.
- 1478 – We Florencji miała miejsce nieudana próba odsunięcia od władzy Wawrzyńca Wspaniałego.
- 1500 – Na plaży w Santa Cruz Cabrália biskup Henrique de Coimbra odprawił pierwszą mszę św. na ziemi brazylijskiej.
- 1506 – We Frankfurcie nad Odrą założono Uniwersytet Viadrina.
- 1532 – Założono miasto Oaxaca w Meksyku.
- 1538 – Wojna domowa w Peru: w bitwie pod Las Salinas wojska braci Gonzalo i Hernando Pizarrów pokonały konkwistadorów pod dowództwem Diega de Almagro.
- 1561 – Książę Mantui i markiz Montferratu Wilhelm I Gonzaga poślubił Eleonorę Habsburżankę, szóstą córkę cesarza rzymskiego Ferdynanda I i Anny Jagiellonki.
- 1606 – Książę Lotaryngii i Baru Henryk II Dobry poślubił swoją drugą żonę, księżniczkę Mantui Małgorzatę Gonzagę.
- 1607 – Trzy angielskie statki z osadnikami dotarły do Zatoki Chesapeake w Wirginii i rozpoczęły żeglugę w górę rzeki rzeki James, w poszukiwaniu dogodnego miejsca do założenia pierwszej na kontynencie północnoamerykańskim stałej angielskiej osady Jamestown.
- 1717 – U wybrzeży Cape Cod (Massachusetts) zatonął podczas sztormu wypełniony łupami piracki okręt „Whydah” dowodzony przez Samuela Bellamy’ego („Czarnego Sama”), który zginął wraz z większością swej załogi.
- 1792 – Po raz pierwszy została wykonana Marsylianka (wówczas Pieśń wojenna dla armii Renu).
- 1799 – Wojna Francji z drugą koalicją: rozpoczęła się bitwa nad Addą.
- 1803 – We Francji spadł meteoryt L’Aigle, pierwszy o potwierdzonym pochodzeniu pozaziemskim.
- 1807 – Karl August von Hardenberg został premierem Prus.
- 1814 – Wojna na Półwyspie Iberyjskim: zwycięstwo wojsk brytyjsko-hiszpańsko-portugalskich nad francuskimi w bitwie pod Bayonne.
- 1826 – Andreas Zaimis został premierem Grecji.
- 1828 – Wybuchła VIII wojna rosyjsko turecka.
- 1847 – Założono Kościół Luterański Synodu Missouri.
- 1851 – António Severim de Noronha został po raz trzeci premierem Portugalii.
- 1860 – Zawarto traktat pokojowy kończący wojnę hiszpańsko-marokańską.
- 1861 – Włoski astronom Giovanni Schiaparelli odkrył planetoidę (69) Hesperia.
- 1863 – Wojna secesyjna: zwycięstwo wojsk Unii w bitwie pod Cape Girardeau w stanie Missouri.
- 1865:
  - John Wilkes Booth, zabójca prezydenta Abrahama Lincolna, zginął na oblężonej farmie w Wirginii w strzelaninie ze ścigającym go oddziałem kawalerii.
  - Włoski astronom Annibale de Gasparis odkrył planetoidę (83) Beatrix.
  - Wojna secesyjna: pod Durnham w Karolinie Południowej skapitulowała armia konfederacka pod dowództwem gen. Josepha Johnstona.
- 1876:
  - Francuski astronom Joseph Perrotin odkrył planetoidę (163) Erigone.
  - Założono klub piłkarski Kjøbenhavns Boldklub.
- 1881 – Założono Morawsko-Śląskie Sudeckie Towarzystwo Górskie.
- 1884 – Austriacki astronom Johann Palisa odkrył planetoidę (236) Honoria.
- 1898 – Duński następca tronu książę Chrystian poślubił w Cannes księżniczkę meklemburską Aleksandrę.
- 1903 – Założono klub piłkarski Atlético Madryt.
- 1908 – Amerykański astronom Joel Hastings Metcalf odkrył planetoidę (756) Lilliana.
- 1913:
  - Rosyjski prozaik i dramaturg Michaił Bułhakow ożenił się z Tatianą Łappą.
  - W fabryce ołówków w Atlancie w stanie Georgia doszło do głośnego morderstwa 13-letniej Mary Phagan.
- 1915 – I wojna światowa: podpisany został traktat londyński, tajny układ sojuszniczy między Włochami a ententą.
- 1919 – Juan Manuel Zuloaga został premierem Peru.
- 1920:
  - W Muzeum Historii Naturalnej w Waszyngtonie odbyła się tzw. Wielka Debata pomiędzy amerykańskimi astronomami Heberem Curtisem i Harlowem Shapleyem, dotycząca możliwości istnienia innych galaktyk oraz rozmiarów Wszechświata.
  - W środkowej Azji powstała Chorezmijska Ludowa Republika Radziecka.
  - Wyprawa kijowska: wojska polskie zdobyły Żytomierz.
- 1923 – W Londynie odbył się ślub księcia Alberta (późniejszego króla Jerzego VI Windsora) i Elżbiety Bowes-Lyon, rodziców królowej Elżbiety II.
- 1925 – Paul von Hindenburg zwyciężył w II turze wyborów prezydenckich w Republice Weimarskiej.
- 1926 – Rozpoczął działalność port lotniczy Boise w stanie Idaho.
- 1933 – Z inicjatywy Hermanna Göringa w Prusach powołano Urząd Tajnej Policji Stanu – Geheimes Staatspolizeiamt (Gestapo) (w Bawarii analogiczną instytucję Heinrich Himmler zorganizował już 1 kwietnia tego roku).
- 1937 – Hiszpańska wojna domowa: niemiecki Legión Cóndor zbombardował baskijską Guernikę, w wyniku czego zginęło ponad 1600 osób.
- 1939:
  - Niemiecki pilot Fritz Wendel ustanowił rekord prędkości (755,138 km/h) na specjalnie do tego celu skonstruowanym samolocie Messerschmitt Me 209.
  - Robert Menzies został premierem Australii.
  - W Wielkiej Brytanii wprowadzono powszechną służbę wojskową.
- 1941 – II wojna światowa w Afryce: wojska południowoafrykańskie i etiopskie zdobyły Desje w północnej Etiopii i wzięły do niewoli 4 tys. Włochów.
- 1942:
  - Po raz ostatni zebrał się Reichstag uchwalając wyposażenie Adolfa Hitlera w pełnię władzy ustawodawczej i sądowniczej, bez jakichkolwiek ograniczeń wynikających z obowiązujących przepisów prawnych.
  - W kopalni Benxihu w okupowanej przez Japończyków Mandżurii doszło do największej w historii katastrofy górniczej spowodowanej wybuchem gazu i pyłu węglowego, w wyniku której zginęło 1549 górników, a 246 zostało rannych.
  - W wyniku nalotu bombowego RAF na Rostock zginęło 216 osób.
- 1943 – Zwodowano amerykański lotniskowiec USS „Intrepid”.
- 1945:
  - Operacja łużycka: ostatnie w czasie wojny zwycięstwo Wehrmachtu w bitwie pod Budziszynem. W walkach poległo lub zaginęło prawie 8 tys. żołnierzy 2. Armii Wojska Polskiego, a 10,5 tysiąca zostało rannych. Tego samego dnia we wsi Horka Niemcy zmasakrowali kolumnę sanitarną polskiej 9 Dywizji Piechoty, mordując od 150 do 300 rannych oraz członków wojskowego personelu medycznego.
  - Wojska radzieckie zajęły Brno.
  - Został aresztowany marszałek Philippe Pétain, szef kolaboracyjnego francuskiego rządu z Vichy.
- 1950 – Św. Alfons Maria Liguori został ogłoszony przez papieża Piusa XII patronem spowiedników i teologów moralnych.
- 1952:
  - Na Atlantyku lotniskowiec USS „Wasp” zderzył się z niszczycielem USS „Hobson”(inne języki) na którym zginęło 176 członków załogi, w tym kapitan.
  - W torfowisku na Jutlandii w Danii znaleziono dobrze zachowane zwłoki Człowieka z Grauballe, datowane na 290 rok p.n.e.
- 1954:
  - Amerykanie przeprowadzili na atolu Bikini próbny wybuch bomby wodorowej.
  - Premiera japońskiego dramatu kostiumowego Siedmiu samurajów w reżyserii Akiry Kurosawy.
  - W Genewie rozpoczęła się konferencja z udziałem ministrów spraw zagranicznych 5 mocarstw i państw zaangażowanych w sprawie przywrócenia pokoju w Korei i Indochinach.
- 1960 – Pierwszy prezydent Korei Południowej Li Syng Man został zmuszony do dymisji.
- 1964:
  - Włączono do sieci pierwszy reaktor Elektrowni jądrowej Biełojarsk w Rosji.
  - W wyniku zjednoczenia Zanzibaru i Tanganiki powstała Tanzania.
- 1965 – Rozpoczęła nadawanie brazylijska stacja telewizyjna Rede Globo.
- 1966:
  - Podczas sesji MKOl w Rzymie zdecydowano, że w 1972 roku gospodarzem XI Zimowych Igrzysk Olimpijskich będzie Sapporo, a XX Letnich Igrzysk Olimpijskich Monachium.
  - W wyniku trzęsienia ziemi w stolicy Uzbekistanu Taszkencie zginęło 15-200 osób, a ponad 200 tys. straciło dach nad głową.
- 1972 – Louis Lansana Beavogui został premierem Gwinei.
- 1977 – Na nowojorskim Manhattanie zainaugurował działalność klub nocny Studio 54.
- 1978:
  - Hans Brunhart został premierem Liechtensteinu.
  - Palestyński terrorysta wrzucił granat ręczny do autobusu z niemieckimi turystami wracającymi do Jerozolimy z wycieczki po Galilei, w wyniku czego zginęły 2 osoby, a 6 zostało rannych.
- 1980 – W niemieckiej stoczni został zwodowany prom pasażersko-samochodowy MS „Estonia”.
- 1981:
  - Michael R. Harrison z kliniki przy Uniwersytecie Kalifornijskim przeprowadził pierwszą operację płodu w łonie matki.
  - We Francji odbyła się I tura wyborów prezydenckich. Do II tury przeszli urzędujący prezydent Valéry Giscard d’Estaing i socjalista François Mitterrand.
- 1982:
  - Południowokoreański policjant Woo Bum-kon zastrzelił w amoku 57 osób, ranił 35, po czym popełnił samobójstwo (26–27 kwietnia).
  - W katastrofie chińskiego samolotu Hawker Siddeley Trident w regionie Kuangsi zginęło 112 osób.
  - W Sudanie ogłoszono stan wyjątkowy.
  - Wystartowała brytyjska stacja telewizyjna Sky 1.
- 1983 – 10-letnia Amerykanka Samantha Reed Smith otrzymała list wraz z zaproszeniem do odwiedzenia ZSRR od sekretarza generalnego KPZR Jurija Andropowa, będący odpowiedzią na jej list wysłany po wyborze Andropowa, w którym wyrażała obawę możliwością wybuchu wojny atomowej.
- 1984:
  - Iskandar został królem Malezji.
  - Prezydent USA Ronald Reagan rozpoczął 6-dniową wizytę w ChRL.
- 1986 – Doszło do katastrofy w elektrowni atomowej w Czarnobylu koło Prypeci na północy Ukrainy.
- 1989:
  - Azlan Muhibbuddin Shah został królem Malezji.
  - Najbardziej śmiercionośne tornado w historii zabiło w Bangladeszu 1300 osób.
- 1990 – Kandydat w wyborach prezydenckich w Kolumbii z ramienia lewicowej koalicji M-19 Carlos Pizarro został zastrzelony przez prawicowego bojówkarza na pokładzie samolotu w Bogocie.
- 1991:
  - Otwarto pierwszą linię metra w Jekaterynburgu.
  - Sadou Hayatou został premierem Kamerunu.
  - W Finlandii utworzono rząd Esko Aho.
- 1992:
  - Lecący do Teheranu Fokker F27 linii Iran Air Tours rozbił się w okolicach miasta Saveh, w wyniku czego zginęło 39 osób.
  - W Los Angeles wybuchły zamieszki w następstwie werdyktu uniewinniającego policjantów oskarżonych o pobicie czarnoskórego Rodneya Kinga.
- 1993 – 55 osób zginęło w katastrofie Boeinga 737 w indyjskim Aurangabadzie.
- 1994:
  - 264 osoby zginęły w katastrofie tajwańskiego Airbusa A300 w japońskim mieście Komaki.
  - Tuanku Jaafar został królem Malezji.
  - W Południowej Afryce rozpoczęły się dwudniowe, pierwsze w historii wielorasowe wybory parlamentarne.
  - W Wilnie podczas spotkania prezydentów Lecha Wałęsy i Algirdasa Brazauskasa podpisano polsko-litewski Traktat o przyjaznych stosunkach i dobrosąsiedzkiej współpracy.
- 1996:
  - Dokonano oblotu myśliwca szkolno-treningowego Jak-130.
  - W 10. rocznicę awarii w elektrowni jądrowej w Czarnobylu w Mińsku odbył się pierwszy za rządów Aleksandra Łukaszenki marsz opozycji „Czarnobylski szlak”.
- 1999:
  - Salahuddin został królem Malezji.
  - Wystartowała włoska stacja telewizyjna Rai News.
- 2001 – Jun’ichirō Koizumi został premierem Japonii.
- 2002 – 17 osób zginęło, a 7 zostało rannych w masakrze w gimnazjum w Erfurcie, dokonanej przez wydalonego z niego ucznia.
- 2005 – Ostatnie jednostki syryjskie opuściły Liban.
- 2007:
  - Birma i Korea Północna wznowiły stosunki dyplomatyczne.
  - W Tallinnie wybuchły zamieszki wywołane próbą usunięcia pomnika żołnierzy radzieckich.
- 2008 – W Austrii została ujawniona sprawa Josefa Fritzla.
- 2009:
  - Urzędujący prezydent Ekwadoru Rafael Correa został wybrany na II kadencję.
  - Wojna w Pakistanie: siły rządowe rozpoczęły operację „Czarna Burza”.
- 2012 – Rostisław Chugajew został premierem Osetii Południowej.
- 2013 – 38 osób zginęło, a 3 zostały ranne w pożarze szpitala psychiatrycznego we wsi Ramienskij pod Moskwą.
- 2015:
  - Mustafa Akıncı wygrał w II turze wybory prezydenckie na Cyprze Północnym.
  - Ubiegający się o reelekcję Nursułtan Nazarbajew wygrał w I turze wybory prezydenckie w Kazachstanie.
- 2025 – Odbył się pogrzeb papieża Franciszka.

## Eksploracja kosmosu
- 1962:
  - Amerykańska sonda Ranger 4 rozbiła się o powierzchnię Księżyca.
  - Wystrzelono pierwszego międzynarodowego (amerykańsko-brytyjskiego) sztucznego satelitę Ariel 1.
- 1993 – Rozpoczęła się misja STS-55 wahadłowca Columbia.
- 2003 – Rozpoczęła się załogowa misja statku Sojuz TMA-2 na Międzynarodową Stację Kosmiczną (ISS).

## Urodzili się
- 121 – Marek Aureliusz, cesarz rzymski, pisarz, filozof (zm. 180)
- 1319 – Jan II Dobry, król Francji (zm. 1364)
- 1538 – Giovanni Paolo Lomazzo, włoski malarz (zm. 1600)
- 1575 – Maria Medycejska, królowa Francji (zm. 1642)
- 1587 – Ferdynand I Gonzaga, książę Mantui i Monferrato, kardynał (zm. 1626)
- 1607 – Magdalena Wittelsbach, księżna Palatynatu-Birkenfeld-Bischweiler (zm. 1648)
- 1648 – Piotr II Spokojny, król Portugalii (zm. 1706)
- 1696 – Michał Fryderyk Czartoryski, polski książę, polityk (zm. 1775)
- 1697 – Adam Falckenhagen, niemiecki kompozytor, lutnik (zm. 1754)
- 1710 – Thomas Reid, szkocki filozof, wykładowca akademicki (zm. 1796)
- 1721 – Wilhelm August Hanowerski, książę Cumberland, dowódca wojskowy (zm. 1765)
- 1727 – Charles Jenkinson, brytyjski arystokrata, polityk (zm. 1808)
- 1759 – Sigurður Pétursson, islandzki poeta, prozaik (zm. 1827)
- 1765 – Emma, lady Hamilton, brytyjska tancerka (zm. 1815)
- 1766 – Marek Zieliński, polski porucznik (zm. 1819)
- 1774:
  - Anne-Jean-Marie-René Savary, francuski książę, generał, polityk (zm. 1833)
  - Leopold von Buch, niemiecki geolog, wulkanolog, paleontolog (zm. 1853)
- 1781 – Stanisław Kolanowski, polski piwowar, polityk, filantrop (zm. 1856)
- 1782 – Maria Amelia Burbon-Sycylijska, królowa Francuzów (zm. 1866)
- 1783 – Ferdynand, ostatni landgraf Hesji-Homburg, generał austriacki (zm. 1866)
- 1785 – John James Audubon, amerykański przyrodnik, ornitolog, malarz (zm. 1851)
- 1787 – Ludwig Uhland, niemiecki pisarz, literaturoznawca, prawnik, polityk (zm. 1862)
- 1794 – Jean-Pierre Falret, francuski psychiatra (zm. 1870)
- 1797 – Filip Eberhard, polski hipolog, lekarz weterynarii, hodowca koni (zm. 1871)
- 1798:
  - Eugène Delacroix, francuski malarz (zm. 1863)
  - Ferdinande von Schmettau, niemiecka bohaterka narodowa (zm. 1875)
- 1807 – Charles Cowper, australijski polityk (zm. 1875)
- 1811:
  - Hugo I Henckel von Donnersmarck, niemiecki hrabia, przemysłowiec (zm. 1890)
  - Friedrich Wilhelm Ladislaus Tarnowski, niemiecki pisarz, dziennikarz (zm. 1847)
- 1812 – Alfred Krupp, niemiecki przemysłowiec (zm. 1887)
- 1814 – Stanisław Gołębiowski, polski architekt (zm. 1866)
- 1821:
  - Józef Sampedro, hiszpański dominikanin, misjonarz, biskup, męczennik, święty (zm. 1858)
  - George Vane-Tempest, brytyjski arystokrata, przedsiębiorca, poltyk (zm. 1884)
- 1822 – Frederick Law Olmsted, amerykański architekt krajobrazu (zm. 1903)
- 1829 – Grigorij Danilewski, ukraińsko-rosyjski pisarz, urzędnik państwowy, tłumacz (zm. 1890)
- 1834:
  - Władimir Betz, ukraiński anatom, histolog (zm. 1894)
  - Henryk Fryderyk Hoyer, polski histolog, embriolog (zm. 1907)
- 1837 – Henry Charlton Bastian, brytyjski lekarz, fizjolog, neurolog, przyrodnik (zm. 1915)
- 1839 – Gustav Niessl von Mayendorf, austriacki geodeta, astronom, botanik, mykolog (zm. 1919)
- 1841 – Julius Zeyer, czeski poeta, prozaik, dramaturg pochodzenia alzacko-żydowskiego (zm. 1901)
- 1842:
  - François Hennebique, francuski inżynier, budowniczy-samouk (zm. 1921)
  - Elizabeth Conwell Smith Willson, amerykańska poetka (zm. 1864)
- 1844 – Lizardo García, ekwadorski przedsiębiorca, polityk, prezydent Ekwadoru (zm. 1927)
- 1850 – James Drake, brytyjski polityk (zm. 1941)
- 1851 – Charles King-Harman, brytyjski polityk kolonialny (zm. 1939)
- 1852:
  - Giovanni Battista Guidi, włoski duchowny katolicki, arcybiskup, dyplomata papieski (zm. 1904)
  - Alfonso Maria Mistrangelo, włoski duchowny katolicki, arcybiskup Florencji, kardynał (zm. 1930)
- 1856:
  - Henry Morgenthau, amerykański przedsiębiorca, dyplomata (zm. 1946)
  - Joseph Ward, nowozelandzki polityk, premier Nowej Zelandii (zm. 1930)
- 1857 – Zygmunt Dworski, polski prawnik, sędzia Sądu Najwyższego (zm. 1931)
- 1859 – Mikołaj Romanow, rosyjski wielki książę, generał, historyk (zm. 1919)
- 1860:
  - Józef Bilczewski, polski duchowny katolicki, arcybiskup lwowski, święty (zm. 1923)
  - Marcin Wysocki, polski generał brygady (zm. 1939?)
- 1862:
  - Thorkild Rovsing, duński chirurg, polityk (zm. 1927)
  - Edmund Tarbell, amerykański malarz (zm. 1938)
- 1863 – Arno Holz, niemiecki poeta, dramaturg (zm. 1929)
- 1864 – Caetano da Costa Alegre, portugalski poeta (zm. 1890)
- 1865:
  - Marceli Chlamtacz, polski prawnik (zm. 1947)
  - Akseli Gallen-Kallela, fiński malarz (zm. 1931)
- 1866:
  - Leonard Skierski, polski generał dywizji (zm. 1940)
  - Earl Morse Wilbur, amerykański historyk, pastor unitariański (zm. 1956)
- 1868 – Max Rothmann, niemiecki fizjolog, neurolog, neuroanatom pochodzenia żydowskiego (zm. 1915)
- 1869 – Arnošt Hofbauer, czeski malarz, grafik (zm. 1944)
- 1871 – Feliks Perl, polski działacz socjalistyczny, publicysta (zm. 1927)
- 1872 – William Desmond Taylor, amerykański aktor, reżyser filmowy pochodzenia irlandzkiego (zm. 1922)
- 1873 – Otto zur Linde, niemiecki pisarz (zm. 1938)
- 1876 – Maria Teresa Chiramel Mankidiyan, hinduska zakonnica, założycielka Zgromadzenia Świętej Rodziny, błogosławiona (zm. 1926)
- 1878 – Rafał Guízar Valencia, meksykański duchowny katolicki, biskup Veracruz, święty (zm. 1938)
- 1879 – Owen Willans Richardson, brytyjski fizyk, laureat Nagrody Nobla (zm. 1959)
- 1881:
  - Nora May French, amerykańska poetka (zm. 1907)
  - Hans Jantzen, niemiecki historyk sztuki (zm. 1967)
- 1882 – Stanisław Car, polski prawnik, minister sprawiedliwości, marszałek Sejmu RP (zm. 1938)
- 1884 – Sigurd Mathisen, norweski łyżwiarz szybki (zm. 1919)
- 1885 – Carl Einstein, niemiecki pisarz, historyk literatury (zm. 1940)
- 1889:
  - Marceli Cerklewicz, polski major piechoty (zm. 1942)
  - Ludwig Wittgenstein, austriacki filozof, pedagog pochodzenia żydowskiego (zm. 1951)
- 1890:
  - Edgar Kennedy, amerykański aktor (zm. 1948)
  - Stefan Krudowski, polski major, neurolog (zm. 1940)
  - Mykoła Zerow, ukraiński literaturoznawca, krytyk literacki, poeta, tłumacz (zm. 1937)
- 1893 – Björn Bothén, szwedzki żeglarz sportowy (zm. 1955)
- 1894:
  - Rudolf Heß, niemiecki polityk nazistowski, zbrodniarz wojenny (zm. 1987)
  - Walter Rudolf Kirschbaum, niemiecko-amerykański neurolog, psychiatra (zm. 1982)
  - Szymon Konarski, polski ekonomista, heraldyk, genealog (zm. 1981)
  - Karolis Reisonas, litewski architekt pochodzenia łotewskiego (zm. 1981)
- 1895:
  - Tadeusz Ciemochowski, polski porucznik, legionista (zm. 1920)
  - Nathaniel Kleitman, amerykański fizjolog pochodzenia żydowskiego (zm. 1999)
  - Carl de la Sablière, francuski żeglarz sportowy (zm. 1979)
- 1896:
  - Jules C. Stein, amerykański lekarz, przedsiębiorca pochodzenia żydowskiego (zm. 1981)
  - Ernst Udet, niemiecki pilot wojskowy, as myśliwski (zm. 1941)
- 1897:
  - Olga Czechowa, rosyjska aktorka pochodzenia niemieckiego (zm. 1980)
  - Alphonse Higelin, francuski gimnastyk (zm. 1981)
  - Douglas Sirk, niemiecki reżyser i scenarzysta filmowy (zm. 1987)
  - Irena Skwierczyńska, polska aktorka (zm. 1984)
- 1898:
  - Vicente Aleixandre, hiszpański poeta, laureat Nagrody Nobla (zm. 1984)
  - Edward Eagan, amerykański sportowiec (zm. 1967)
  - Tomu Uchida, japoński reżyser filmowy (zm. 1970)
- 1900:
  - Charles Francis Richter, amerykański geofizyk (zm. 1985)
- 1901:
  - Jan Ostrowski-Naumoff, polski prakseolog, filozof, krytyk teatralny (zm. 1986)
  - Wiktor Pozniak, radziecki generał porucznik (zm. 1983)
- 1902:
  - Władysław Daniłowski, polski kompozytor, założyciel Chóru Dana (zm. 2000)
  - Ross Taylor, kanadyjski hokeista (zm. 1984)
- 1903:
  - Niven Busch, amerykański pisarz, scenarzysta filmowy (zm. 1991)
  - Anna Kowalska, polska pisarka, nowelistka, autorka dziennika (zm. 1969)
  - Dorothy Sebastian, amerykańska aktorka (zm. 1957)
  - Janusz Staszewski, polski historyk, archiwista (zm. 1939)
  - Paulina Wat, polska pisarka, tłumaczka pochodzenia żydowskiego (zm. 1991)
- 1904:
  - Paul-Émile Léger, kanadyjski duchowny katolicki, arcybiskup metropolita Montrealu, kardynał (zm. 1991)
  - Stanisław Niewitecki, polski numizmatyk, działacz społeczny (zm. 1969)
- 1905:
  - Giacomo Gaioni, włoski kolarz torowy i szosowy (zm. 1988)
  - Raúl Leoni, wenezuelski polityk, prezydent Wenezueli (zm. 1972)
  - Jean Vigo, francuski reżyser i scenarzysta filmowy (zm. 1934)
- 1906:
  - Maryla Falk, polska indolog, religioznawca, sanskrytolog, wykładowczyni akademicka (zm. 1980)
  - Aleksander Goldschmied, polsko-izraelski profesor medycyny (zm. 1995)
- 1907:
  - Stanisław Brejnak, polski podpułkownik pilot (zm. 1974)
  - Stanisław Skupień, polski biegacz narciarski, ratownik górski (zm. 1983)
  - Theun de Vries, holenderski poeta, prozaik (zm. 2005)
- 1908:
  - Helge Harder, duński kolarz torowy (zm. 1962)
  - Zygmunt Moskwa, polski inżynier budownictwa wodnego, polityk, poseł na Sejm PRL, minister łączności (zm. 1975)
- 1909:
  - Jan Innocenty Buba, polski pijar, historyk zakonu (zm. 1984)
  - Pawieł Gołowin, radziecki lotnik polarny (zm. 1940)
  - Luigi Marchisio, włoski kolarz szosowy (zm. 1992)
- 1910:
  - Nikołaj Martynow, radziecki polityk (zm. 1998)
  - Maria Sapieha, polska działaczka społeczna (zm. 2009)
  - Meša Selimović, jugosłowiański pisarz (zm. 1982)
- 1911:
  - Enrico Medi, włoski fizyk, polityk, Sługa Boży (zm. 1974)
  - Aleksandr Tarasow, radziecki polityk (zm. 1975)
  - Paul Verner, wschodnioniemiecki polityk (zm. 1986)
- 1912:
  - Dumitru Pavlovici, rumuński piłkarz, bramkarz (zm. 1993)
  - Václav Zachoval, czeski taternik, instruktor taternictwa (zm. 1952)
- 1913:
  - Jurandyr Correia dos Santos, brazylijski piłkarz, bramkarz (zm. 1972)
  - Bruno Leoni, włoski prawnik, filozof polityki (zm. 1967)
  - Mario Visintini, włoski pilot wojskowy, as myśliwski (zm. 1941)
- 1914 – Bernard Malamud, amerykański prozaik, dramaturg pochodzenia żydowskiego (zm. 1986)
- 1915:
  - Seiseki Abe, japoński akidoka, mistrz kaligrafii, pedagog (zm. 2011)
  - Wasilij Jaksargin, radziecki generał major (zm. 2009)
- 1916:
  - Werner Bischof, szwajcarski fotoreporter (zm. 1954)
  - Morris West, australijski prozaik, dramaturg (zm. 1999)
- 1917 – Ieoh Ming Pei, amerykański architekt pochodzenia chińskiego (zm. 2019)
- 1918:
  - Fanny Blankers-Koen, holenderska lekkoatletka, sprinterka i płotkarka (zm. 2004)
  - Zita Perczel, węgierska aktorka (zm. 1996)
  - Stefan Rosołowski, polski pułkownik, pisarz, historyk kultury, bibliotekarz (zm. 2007)
  - Josef Georg Ziegler, niemiecki duchowny katolicki, profesor teologii moralnej (zm. 2006)
- 1919 – Witold Antoniewski, polski major, adwokat (zm. 2007)
- 1920:
  - Stanisław Baran, polski piłkarz, trener (zm. 1993)
  - Padú Lampe, arubijski pianista, śpiewak, malarz (zm. 2019)
  - Melford Spiro, amerykański antropolog kulturowy pochodzenia żydowskiego (zm. 2014)
- 1921:
  - Zbigniew Chałko, polski dziennikarz, poeta, uczestnik powstania warszawskiego (zm. 1994)
  - Zbigniew Dłubak, polski malarz, fotograf (zm. 2005)
  - Jimmy Giuffre, amerykański klarnecista i saksofonista jazzowy (zm. 2008)
- 1922:
  - Ștefan Augustin Doinaș, rumuński poeta, eseista, tłumacz (zm. 2002)
  - Marian Reniak, polski pisarz, scenarzysta filmowy (zm. 2004)
  - Jeanne Sauvé, kanadyjska dziennikarka, polityk, gubernator generalna Kanady (zm. 1993)
- 1923:
  - Jan Kornaś, polski botanik, wykładowca akademicki (zm. 1994)
  - Harold Nelson, nowozelandzki lekkoatleta, długodystansowiec (zm. 2011)
  - Jerzy Siebielec, polski rolnik, polityk, poseł na Sejm PRL (zm. 1999)
  - Andrzej Szczepkowski, polski aktor, pedagog, polityk, senator RP (zm. 1997)
- 1924:
  - Gerald Legge, brytyjski arystokrata, przedsiębiorca, polityk (zm. 1997)
  - Heinrich Wolf, niemiecki entomolog, pedagog (zm. 2020)
- 1925:
  - Michele Ferrero, włoski przedsiębiorca, multimiliarder (zm. 2015)
  - Jørgen Ingmann, duński muzyk i wokalista jazzowy (zm. 2015)
  - Wilma Lipp, austriacka śpiewaczka operowa (sopran) (zm. 2019)
  - Alice Saunier-Seïté, francuska geograf, historyk, wykładowczyni akademicka, polityk (zm. 2003)
- 1926:
  - J.B. Hutto, amerykański gitarzysta i wokalista jazzowy (zm. 1983)
  - Edward Leemans, belgijski socjolog, wykładowca akademicki, polityk (zm. 1998)
  - François Picard, francuski kierowca wyścigowy (zm. 1996)
- 1927:
  - Anita Darian, ormiańsko-amerykańska aktorka i śpiewaczka operowa (sopran) (zm. 2015)
  - Jack Douglas, brytyjski aktor komediowy, artysta kabaretowy (zm. 2008)
  - Harry Gallatin, amerykański koszykarz (zm. 2015)
  - Hélio Paschoal, brazylijski duchowny katolicki, biskup Livramento de Nossa Senhora (zm. 2005)
  - Johann Weber, austriacki duchowny katolicki, biskup Graz-Seckau (zm. 2020)
- 1928:
  - Krzysztof Eysymontt, polski historyk sztuki (zm. 2018)
  - Mieczysław Grabowski, polski chemik, krystalograf, wykładowca akademicki (zm. 2001)
- 1929:
  - Alexandre Lamfalussy, belgijski ekonomista, bankowiec pochodzenia węgierskiego (zm. 2015)
  - Mikałaj Sluńkou, białoruski działacz komunistyczny, polityk, sekretarz KC KPZR (zm. 2022)
  - Jerzy Turonek, polski historyk, działacz białoruskiej mniejszości narodowej (zm. 2019)
- 1930:
  - Oliviu Gherman, rumuński matematyk, fizyk, polityk, przewodniczący Senatu (zm. 2020)
  - Adam Kersten, polski historyk, wykładowca akademicki pochodzenia żydowskiego (zm. 1983)
  - Roger Moens, belgijski lekkoatleta, średniodystansowiec
- 1931:
  - Jerzy Dąbrowski, polski duchowny katolicki, biskup pomocniczy gnieźnieński (zm. 1991)
  - Bronisław Stepaniuk, polski polityk, poseł na Sejm PRL (zm. 2019)
- 1932:
  - Shirley Cawley, brytyjska lekkoatletka, skoczkini w dal
  - Frank D’Rone, amerykański wokalista i gitarzysta jazzowy (zm. 2013)
  - Irmgard Egert, niemiecka lekkoatletka, sprinterka
  - Kazimierz Feliszewski, polski siatkarz (zm. 2014)
  - Francis Lai, francuski kompozytor muzyki filmowej (zm. 2018)
  - Michael Smith, kanadyjski chemik, laureat Nagrody Nobla pochodzenia brytyjskiego (zm. 2000)
  - Janusz Włodarczyk, polski inżynier, architekt, wykładowca akademicki (zm. 2015)
  - Stanisław Zahradnik, polski archiwista, historyk, bibliograf, bibliofil, działacz społeczny
  - Janusz Żarnowski, polski historyk, wykładowca akademicki (zm. 2019)
- 1933:
  - Carol Burnett, amerykańska aktorka
  - Jack Daniels, amerykański pięcioboista nowoczesny
  - José Faria, brazylijski piłkarz (zm. 2013)
  - Arno Penzias, amerykański fizyk, astrofizyk, laureat Nagrody Nobla w dziedzinie fizyki (zm. 2024)
  - Pelagia Majewska, polska pilotka-instruktorka samolotowa i szybowcowa (zm. 1988)
- 1934 – Sławomir Łubiński, polski pisarz, scenarzysta filmowy (zm. 2023)
- 1935:
  - Gerardo Pierro, włoski duchowny katolicki, arcybiskup Salerno-Campagna-Acerno i prymas Królestwa Neapolu (zm. 2025)
  - Paweł Saar, polski polityk, poseł na Sejm RP (zm. 2022)
- 1936:
  - Bernard Deconinck, francuski kolarz szosowy i torowy (zm. 2020)
  - Kira Gałczyńska, polska dziennikarka, pisarka (zm. 2022)
  - Peter Serracino Inglott, maltański duchowny katolicki, filozof (zm. 2012)
  - Heinz Vollmar, niemiecki piłkarz (zm. 1987)
- 1937:
  - Jean-Pierre Beltoise, francuski kierowca i motocyklista wyścigowy (zm. 2015)
  - Bob Boozer, amerykański koszykarz (zm. 2012)
  - Manga, brazylijski piłkarz (zm. 2025)
  - Jan Pietrzak, polski kabareciarz, aktor, kompozytor, piosenkarz, felietonista
- 1938:
  - Hudson Austin, grenadyjski generał, premier Grenady (zm. 2022)
  - Nino Benvenuti, włoski bokser (zm. 2025)
  - Manuel Blum, wenezuelski informatyk
  - Duane Eddy, amerykański gitarzysta rockowy, kompozytor (zm. 2024)
- 1939:
  - Władisław Dworżecki, rosyjski aktor (zm. 1978)
  - Łeonid Pluszcz, ukraiński matematyk (zm. 2015)
- 1940:
  - Inga Arfwidsson, szwedzka curlerka
  - Józef Marceli Dołęga, polski duchowny katolicki, filozof (zm. 2014)
  - Dietmar Hopp, niemiecki przedsiębiorca
  - Tadeusz Jemioło, polski generał broni, profesor nauk wojskowych, polityk, poseł na Sejm kontraktowy
  - Stone Johnson, amerykański lekkoatleta, sprinter, futbolista (zm. 1963)
  - Giorgio Moroder, włoski kompozytor muzyki filmowej, producent muzyczny
- 1941:
  - Claudine Auger, francuska aktorka (zm. 2019)
  - Boris Dankow, bułgarski dziennikarz, poeta, tłumacz
  - Anna Deręgowska-Libicka, polska tancerka baletowa
  - Franciszek Drączkowski, polski duchowny katolicki, teolog, patrolog (zm. 2018)
  - Arturo de Jesús Correa Toro, kolumbijski duchowny katolicki, biskup Ipiales (zm. 2021)
  - Leszek Szewczyk, polski profesor nauk medycznych (zm. 2021)
- 1942:
  - Swiatosław Bełza, rosyjski krytyk literacki i muzyczny, publicysta, muzykolog (zm. 2014)
  - Werner Biskup, niemiecki piłkarz, trener (zm. 2014)
  - Jadwiga Staniszkis, polska socjolog, publicystka (zm. 2024)
  - Halina Wasilewska-Trenkner, polska ekonomistka, polityk, minister finansów (zm. 2017)
- 1943:
  - Dominik Duka, czeski duchowny katolicki, arcybiskup metropolita Pragi i prymas Czech
  - Ferruccio Manza, włoski kolarz szosowy
  - Engelbert Szolc, polski piłkarz ręczny
  - Gary Wright, amerykański wokalista rockowy, kompozytor, autor tekstów (zm. 2023)
  - Peter Zumthor, szwajcarski architekt
- 1944:
  - Piotr Brol, polski piłkarz, bramkarz (zm. 2001)
  - Ludwik Denderys, polski bokser (zm. 2024)
  - José Dolhem, francuski kierowca wyścigowy (zm. 1988)
- 1945:
  - Richard Armitage, amerykański dyplomata, polityk, zastępca sekretarza stanu (zm. 2025)
  - Chuck Blazer, amerykański działacz piłkarski (zm. 2017)
  - Winfried Glatzeder, niemiecki aktor
  - Séamus Kirk, irlandzki polityk
  - Paweł Urbański, polski matematyk, fizyk matematyczny, wykładowca akademicki
- 1946:
  - Vidmantas Brazys, litewski samorządowiec, mer Mariampola (zm. 2017)
  - Marian Chachaj, polski historyk, wykładowca akademicki
  - Augustine Kasujja, ugandyjski duchowny katolicki, arcybiskup, nuncjusz apostolski
  - Alberto Quintano, chilijski piłkarz, trener
- 1947:
  - Kiyoshi Abe, japoński zapaśnik
  - David Byrne, irlandzki polityk
  - Warren Clarke, brytyjski aktor (zm. 2014)
  - Igor Czubajs, rosyjski filozof
  - Andrzej Filistowicz, polski zootechnik, wykładowca akademicki
  - Irena Jokiel, polska filolog, historyk literatury, wykładowczyni akademicka
  - Zygmunt Kitowski, polski kontradmirał
  - Leon Komornicki, polski generał dywizji
  - Jerzy Krzemiński, polski wokalista, muzyk, kompozytor
  - Amos Otis, amerykański baseballista
  - Włodzimierz Ptasznik, polski samorządowiec, burmistrz Iławy
  - Jan Środoń, polski geolog, mineralog, wykładowca akademicki
  - Mamadu Ture Kuruma, gwineo-bissauski generał, lider Dowództwa Wojskowego
  - Donna de Varona, amerykańska pływaczka
  - Paweł Waniorek, polski koszykarz, działacz sportowy (zm. 2018)
  - Józef Woźniakowski, polski chemik, menedżer, przedsiębiorca, urzędnik państwowy
- 1948:
  - Timo Flloko, albański aktor, autor tekstów piosenek
  - Andrzej Staniszewski, polski specjalista w zakresie folklorystyki, historii literatury, kultury i mediów, wykładowca akademicki
- 1949:
  - Carlos Bianchi, argentyński piłkarz, trener
  - Fernando Ferretti, brazylijski piłkarz (zm. 2011)
  - Andrzej Grębosz, polski piłkarz, trener
  - Issei Sagawa, japoński morderca, kanibal
- 1950:
  - Aleksander Balter, polski fizyk, wykładowca akademicki
  - Liz Chase, zimbabwejska hokeistka na trawie (zm. 2018)
  - Susana Higuchi, peruwiańska polityk, pierwsza dama pochodzenia japońskiego (zm. 2021)
  - Jeannot Krecké, luksemburski piłkarz, przedsiębiorca, polityk
  - Jonas Rudalevičius, litewski dyplomata, polityk
  - Piotr Szulkin, polski reżyser i scenarzysta filmowy, pisarz (zm. 2018)
  - Ian Twinn, brytyjski polityk
- 1951:
  - John Battle, brytyjski polityk
  - Tor Bomann-Larsen, norweski pisarz, rysownik, autor książek dla dzieci
  - Michał Fajbusiewicz, polski dziennikarz, scenarzysta, realizator filmowy
  - Władysław Lemm, polski fotografik, fotoreporter (zm. 2010)
- 1952:
  - Marceli Burdelski, polski politolog, wykładowca akademicki
  - Seán Kelly, irlandzki pedagog, polityk, działacz sportowy
  - Ewa Podleś, polska śpiewaczka operowa (kontralt) (zm. 2024)
  - Iwona Witek, polska piłkarka ręczna (zm. 2020)
- 1953:
  - Wiesław Gałązka, polski dziennikarz, publicysta
  - Diana Kacso, brazylijska pianistka (zm. 2022)
  - Ali Muhammad Mudżawar, jemeński polityk, premier Jemenu
- 1954:
  - Alan Hinkes, brytyjski himalaista
  - Maria Mamona, polska aktorka
  - Walmor Oliveira de Azevedo, brazylijski duchowny katolicki, arcybiskup Belo Horizonte
- 1955:
  - Rod Blum, amerykański polityk, kongresmen
  - Damian Dallu, tanzański duchowny katolicki, arcybiskup Songea
  - Chen Daoming, chiński aktor
  - Toni Iwobi, włoski przedsiębiorca, samorządowiec, polityk pochodzenia nigeryjskiego
  - Ulrika Knape, szwedzka skoczkini do wody
  - Peter Neururer, niemiecki piłkarz, trener
  - Dušan Pešić, serbski piłkarz
  - Tadeusz Słobodzianek, polski dramaturg, reżyser, krytyk teatralny
- 1956:
  - Imanol Arias, hiszpański aktor, reżyser, scenarzysta i producent filmowy, telewizyjny i teatralny
  - Mansur Bahrami, irański tenisista
  - Ron Donachie, szkocki aktor
  - Wojciech Konikiewicz, polski pianista jazzowy, kompozytor
  - Wasilij Malinin, rosyjski szachista (zm. 2020)
  - Mirosław Okorski, polski piłkarz, trener
  - Tinks Pottinger, nowozelandzka jeźdźczyni sportowa
  - Jiří Skalický, czeski inżynier, polityk
- 1957:
  - Peter Fatialofa, samoański rugbysta (zm. 2013)
  - Larry Hulcer, amerykański piłkarz, trener
  - Andrzej David Misiura, polski dziennikarz, animator kultury, poeta, malarz
- 1958:
  - Małgorzata Boratyńska, polska aktorka, reżyserka dubbingu
  - Johnny Dumfries, brytyjski arystokrata, kierowca wyścigowy (zm. 2021)
  - Jorgos Kostikos, grecki piłkarz, trener
  - Dieter Schatzschneider, niemiecki piłkarz, trener
- 1959:
  - Alex Attwood, brytyjski polityk
  - Monica Stefania Baldi, włoska architekt, polityk
  - Małgorzata Gilla, polska siatkarka
  - Stanisław Sojka, polski wokalista jazzowy i popowy, pianista, gitarzysta, skrzypek, kompozytor, aranżer
  - Achmied Zakajew, czeczeński generał, polityk, przedstawiciel nieuznawanej Czeczeńskiej Republiki Iczkeria
- 1960:
  - Bogdan Dyjuk, polski nauczyciel, samorządowiec, przewodniczący Sejmiku podlaskiego
  - Sorin Frunzăverde, rumuński ekonomista, samorządowiec, polityk (zm. 2019)
  - Cezary Grabarczyk, polski prawnik, polityk, poseł na Sejm RP, wicemarszałek, minister sprawiedliwości i infrastruktury
  - Giedrius Subačius, litewski językoznawca, wykładowca akademicki
  - Roger Taylor, brytyjski perkusista, członek zespołu Duran Duran
- 1961:
  - Svetlana Anastasovska, serbska piłkarka ręczna
  - Leif Andersson, szwedzki biathlonista
  - Byun Byung-joo, południowokoreański piłkarz
  - Joan Chen, chińska aktorka
  - Albert Lawrence, jamajski lekkoatleta, sprinter
  - Ołeksandr Zawarow, ukraiński piłkarz, trener
- 1962:
  - Michael Damian, amerykański aktor, reżyser, scenarzysta i producent filmowy i telewizyjny, piosenkarz, kompozytor
  - Héctor Enrique, argentyński piłkarz
  - Kristof Konrad, polski aktor
  - Matteo Messina Denaro, włoski mafioso, gangster, szef cosa nostry (zm. 2023)
- 1963:
  - Grzegorz Ilka, polski działacz opozycji antykomunistycznej (zm. 2019)
  - Jet Li, chiński aktor, mistrz i trener wushu
  - María del Monte, hiszpańska wokalistka, prezenterka radiowa i telewizyjna
  - Cornelia Ullrich, niemiecka lekkoatletka, sprinterka i płotkarka
  - Bill Wennington, kanadyjski koszykarz
- 1964:
  - Mark Esper, amerykański polityk
  - Zofia Ławrynowicz, polska nauczycielka, działaczka samorządowa, polityk, poseł na Sejm RP
  - Aleksandr Miroszniczenko, kazachski bokser (zm. 2003)
- 1965:
  - Susannah Harker, brytyjska aktorka
  - Gerhard Himmel, niemiecki zapaśnik
  - Kevin James, amerykański aktor, producent filmowy i telewizyjny
  - Andrea Parenti, włoski łucznik sportowy
  - Jarosław Sendera, polski szachista
  - Marek (Wasilakis), grecki biskup prawosławny
  - Marek Wierzbicki, polski piłkarz
- 1966:
  - Rena Graf, niemiecka szachistka
  - Waldemar Kuchanny, polski dziennikarz, satyryk (zm. 2024)
  - Andrea Temesvári, węgierska tenisistka
- 1967:
  - Marianne Jean-Baptiste, brytyjska aktorka pochodzenia karaibskiego
  - Kane, amerykański wrestler, aktor
  - Leszek Kisiel, polski samorządowiec, burmistrz Przeworska
  - Rainer Salzgeber, austriacki narciarz alpejski
  - Ariel Sorín, argentyński szachista
  - Günther Stranner, austriacki skoczek narciarski
  - Valentine Strasser, sierraleoński wojskowy, polityk, szef państwa
  - Tõnu Tõniste, estoński żeglarz sportowy
  - Toomas Tõniste, estoński żeglarz sportowy, polityk
- 1968:
  - Ołeksandr Oksanczenko, ukraiński pułkownik pilot (zm. 2022)
  - Bilolo Tambwe, kongijski piłkarz, bramkarz
- 1969:
  - Geoff Boss, amerykański kierowca wyścigowy
  - Rita Effendy, indonezyjska piosenkarka
  - Eduard Zienowka, rosyjski pięcioboista nowoczesny
- 1970:
  - Dean Austin, angielski piłkarz, trener
  - Andy Böhme, niemiecki skeletonista
  - Ruth-Ann Boyle, brytyjska piosenkarka
  - Ołeksandr Kłymenko, ukraiński pisarz, krytyk literacki, muzyk
  - Jacek Kwiatkowski, polski przedsiębiorca, polityk, poseł na Sejm RP
  - Jorge Mata, hiszpański bokser
  - Tomasz Olszewski, polski gitarzysta, wokalista, kompozytor, członek zespołów: Turbo, Creation of Death i Titus’ Tommy Gunn
  - Melania Trump, słoweńsko-amerykańska modelka, pierwsza dama USA
  - Tionne Watkins, amerykańska piosenkarka
  - Debra Wilson, amerykańska komik, aktorka
  - Ewa Żebrowska-Zych, polska koszykarka
- 1971:
  - Jay DeMarcus, amerykański gitarzysta basowy, członek zespołu Rascal Flatts
  - Rafael Ruelas, amerykański bokser
  - Elżbieta Urbańczyk, polska kajakarka
  - Swietłana Wasilewska, rosyjska siatkarka
- 1972:
  - Claudia Coslovich, włoska lekkoatletka, oszczepniczka
  - Ríkharður Daðason, islandzki piłkarz
  - Kiko, hiszpański piłkarz
  - Awi Nimni, izraelski piłkarz
  - Wojciech Ziółkowski, polski koszykarz, trener
- 1973:
  - Lindita Ahmeti, macedońska poetka (zm. 2024)
  - Scott D. Davis, amerykański pianista
  - Óscar García, hiszpański piłkarz, trener
  - Stephanie Graf, austriacka lekkoatletka, biegaczka średniodystanowa
  - Lee Woon-jae, południowokoreański piłkarz, bramkarz
  - Jules Naudet, francuski reżyser filmów dokumentalnych
  - Sławomir Nitras, polski politolog, polityk, poseł na Sejm RP, eurodeputowany, minister sportu i turystyki
- 1974:
  - Louise Barnes, południowoafrykańska aktorka, modelka
  - Richard Dostálek, czeski piłkarz, trener
  - Andrzej Pluta, polski koszykarz
  - Ondřej Šefčík, czeski językoznawca, wykładowca akademicki
- 1975:
  - Anna Adamska-Gallant, polska prawnik, sędzia Europejskiego Trybunału Praw Człowieka
  - Nicolás Asencio, ekwadorski piłkarz
  - Joey Jordison, amerykański perkusista, gitarzysta, członek zespołów Slipknot i Murderdolls (zm. 2021)
  - Steffen Størseth, norweski wioślarz
  - Zhang Hongwei, chiński lekkoatleta, tyczkarz
- 1976:
  - Jewgienij Łuniow, kazachski piłkarz pochodzenia rosyjskiego
  - Wijan Ponlid, tajski bokser
  - Marek Starybrat, polski dziennikarz, prezenter radiowy i telewizyjny
- 1977:
  - Samantha Cristoforetti, włoska kapitan pilot, inżynier, astronautka
  - Jason Earles, amerykański aktor
  - Joël Lupahla, zimbabwejski piłkarz
  - Roxana Saberi, amerykańska dziennikarka pochodzenia japońsko-irańskiego
  - Janneke Schopman, holenderska hokeistka na trawie
  - Tom Welling, amerykański aktor
  - Raphaël Wicky, szwajcarski piłkarz
- 1978:
  - Stana Katic, kanadyjska aktorka
  - Tomasz Machała, polski dziennikarz
  - Peter Madsen, duński piłkarz
  - Pablo Schreiber, amerykańsko-kanadyjski aktor
  - Michał Sieczkowski, polski aktor
- 1979:
  - Diego Cristo, brazylijski aktor
  - Klára Issová, czeska aktorka
  - Andreas Lang, niemiecki curler
  - Marianna Longa, włoska biegaczka narciarska
  - Aleksandr Stiepanow, rosyjski hokeista
  - Ferydoon Zandi, irański piłkarz
- 1980:
  - Jordana Brewster, amerykańska aktorka
  - Marlon King, jamajski piłkarz
  - Anna Mucha, polska aktorka
  - Marne Patterson, amerykańska aktorka
  - Waleryj Radziewicz, białoruski wioślarz
  - Channing Tatum, amerykański aktor, producent filmowy, model, tancerz
- 1981:
  - Caro Emerald, holenderska wokalistka jazzowa
  - Ms. Dynamite, brytyjska piosenkarka, raperka
  - Wynne Prakusya, indonezyjska tenisistka
  - Sandra Schmitt, niemiecka narciarka dowolna (zm. 2000)
- 1982:
  - Nadja Benaissa, niemiecka piosenkarka
  - Novlene Williams-Mills, jamajska lekkoatletka, sprinterka
- 1983:
  - Krzysztof Kozłowski, polski prawnik, polityk, wojewoda zachodniopomorski
  - José María López, argentyński kierowca wyścigowy
  - Juris Šics, łotewski saneczkarz
- 1984:
  - Angie Bland, belgijska siatkarka
  - Lee Humphrey, amerykański koszykarz
  - Petrina Price, australijska lekkoatletka, skoczkini wzwyż
  - Bartosz Szymoniak, polski wokalista, członek zespołu Sztywny Pal Azji
  - Katarzyna Wtorkowska, polska judoczka
- 1985:
  - Jure Bogataj, słoweński skoczek narciarski
  - Natalia Gołąb, polska polityk, członek zarządu województwa dolnośląskiego
  - Ida Ingemarsdotter, szwedzka biegaczka narciarska
  - John Isner, amerykański tenisista
  - Andrea Koch-Benvenuto, chilijska tenisistka
  - Agnieszka Mitręga, polska siatkarka
- 1986:
  - Martin Bogatinow, macedoński piłkarz, bramkarz
  - Braden Gellenthien, amerykański łucznik
  - Marina Gonczarowa, rosyjska lekkoatletka, wieloboistka
  - Zofia Noceti-Klepacka, polska windsurferka
  - Li’or Refa’elow, izraelski piłkarz
  - Julija Zarudniewa, rosyjska lekkoatletka, biegaczka długodystansowa
- 1987:
  - Jon Henrik Fjällgren, szwedzki piosenkarz, artysta pochodzenia kolumbijskiego
  - Flore Gravesteijn, holenderska siatkarka
  - Yuki Ishikawa, japońska siatkarka
  - Jarmila Wolfe, australijska tenisistka pochodzenia słowackiego
- 1988:
  - Dragana Bartula, bośniacka siatkarka
  - Suzaan van Biljon, południowoafrykańska pływaczka
  - Ren Cancan, chińska pięściarka
  - Romain Girouille, francuski łucznik
  - Yoshiko Inoue, japońska zapaśniczka
- 1989:
  - Luke Bracey, australijski aktor
  - Melvin Ingram, amerykański futbolista
  - Aarón Ñíguez, hiszpański piłkarz
  - Anżelika Timanina, rosyjska pływaczka synchroniczna
- 1990:
  - Elçin Əliyev, azerski zapaśnik
  - Benjamin Balázs, węgierski piłkarz
  - Kaz Bałagane, polski raper, autor tekstów, producent muzyczny
  - Amas Daniel, nigeryjski zapaśnik
  - Eero Elo, fiński hokeista
  - Kiesha Leggs, amerykańska siatkarka
  - Jonathan dos Santos, meksykański piłkarz
  - Albert Torres, hiszpański kolarz szosowy i torowy
- 1991:
  - Ding Yixin, chińska siatkarka
  - Jørgen Graabak, norweski kombinator norweski
  - Marina Kühner, szwajcarska siatkarka
  - Iryna Netreba, ukraińsko-azerska zapaśniczka
  - Wojciech Pszczolarski, polski kolarz torowy
  - Luca Vettori, włoski siatkarz
- 1992:
  - Andrea Ka, kambodżańsko-francuska tenisistka
  - Rafał Leszczyński, polski piłkarz, bramkarz
  - Marko Meerits, estoński piłkarz, bramkarz
  - Nicole Seekamp, australijska koszykarka
  - Delon Wright, amerykański koszykarz
- 1993:
  - Amir Abedzade, irański piłkarz, bramkarz
  - Ruben Aguilar, francuski piłkarz
  - Tommaso Allan, włoski rugbysta
  - Mohammed Al-Rawahi, omański piłkarz
  - Borja Galán, hiszpański piłkarz
  - Marko Macan, chorwacki piłkarz wodny
  - Hatice Gizem Örge, turecka siatkarka
  - Neil Pettit, południowoafrykański żużlowiec
  - Anton Szwiec, rosyjski piłkarz pochodzenia ukraińsko-gruzińskiego
- 1994:
  - Raymond Bunker, amerykański zapaśnik
  - Elizabeth Campbell, amerykańska siatkarka
  - Lorenzo Gordinho, południowoafrykański piłkarz pochodzenia portugalskiego
  - Nikolaos Joanidis, grecki piłkarz
  - Gøran Johannessen, norweski piłkarz ręczny
  - Daniił Kwiat, rosyjski kierowca wyścigowy
  - Miro-Pekka Saarelainen, fiński hokeista
  - Betzabeth Sarco, wenezuelska zapaśniczka
  - Cristián Sarco, wenezuelski zapaśnik
  - Zoe Smith, brytyjska sztangistka
  - Odiseas Wlachodimos, grecki piłkarz, bramkarz
- 1995:
  - Gioele Bertolini, włoski kolarz górski i przełajowy
  - Luciano Cabral, chilijski piłkarz pochodzenia argentyńskiego
  - Cristian Jiménez, gwatemalski piłkarz
  - Mykoła Kowtaluk, ukraiński piłkarz
  - Tilen Mlakar, słoweński piłkarz
  - Frédéric Nsabiyumva, burundyjski piłkarz
  - Tilbe Şenyürek, turecka koszykarka
  - Leonardo Sequeira, argentyński piłkarz
- 1996:
  - Artur Dałałojan, rosyjski gimnastyk pochodzenia ormiańskiego
  - Michael Finke, amerykański koszykarz
  - Wiktoryja Hanijewa, białoruska siatkarka pochodzenia tatarsko-romskiego
  - Chandler Hutchison, amerykański koszykarz
  - Kayla Miracle, amerykańska zapaśniczka
  - Raiven, słoweńska piosenkarka, autorka tekstów, aktorka, harfistka, modelka
  - Jordan Siebatcheu, amerykański piłkarz pochodzenia kameruńskiego
  - Nikola Srećković, serbski piłkarz
  - Yūma Suzuki, japoński piłkarz
  - Alexander Ursenbacher, szwajcarski snookerzysta
- 1997:
  - Ousmane Diouf, senegalski piłkarz
  - Kiriłł Kaprizow, rosyjski hokeista
  - Pedro Martínez, hiszpański tenisista
  - Jhegson Méndez, ekwadorski piłkarz
  - Amber Midthunder, amerykańska aktorka
  - Mahmud Abd ar-Rahman, egipski zapaśnik
  - Moritz Wagner, niemiecki koszykarz
- 1998:
  - Jan-Krzysztof Duda, polski szachista
  - Radosław Gajek, austriacki szachista pochodzenia polskiego
- 1999 – Vítězslav Hornig, czeski biathlonista
- 2000:
  - Oliwia Kiołbasa, polska szachistka
  - Kevin Viveros, kolumbijski piłkarz
  - Timi Zajc, słoweński skoczek narciarski
- 2001:
  - Thiago Almada, argentyński piłkarz
  - Wout D’Heer, belgijski siatkarz
  - Bautista Kociubinski, argentyński piłkarz pochodzenia polsko-włoskiego
  - Kévin Vauquelin, francuski kolarz szosowy i torowy
- 2003 – Maciej Megier, polski lekkoatleta, długodystansowiec
- 2004 – Miłosz Matysik, polski piłkarz
- 2006 – Kamiła Walijewa, rosyjska łyżwiarka figurowa

## Zmarli
- 757 – Stefan II, papież (ur. ?)
- 896 – Bonifacy VI, papież (ur. ?)
- 1074 – (lub 25 kwietnia) Herman I, hrabia Bryzgowi, margrabia Werony (ur. ok. 1040)
- 1192 – Go-Shirakawa, cesarz Japonii (ur. 1127)
- 1392 – Jeong Mong-ju, koreański polityk, filozof, pisarz (ur. 1338)
- 1395 – Katarzyna Luksemburska, królewna czeska, księżna austriacka (ur. 1342)
- 1396 – Stefan z Permu, rosyjski mnich prawosławny, biskup, misjonarz, tłumacz (ur. ok. 1340)
- 1444 – Robert Campin, niderlandzki malarz (ur. ok. 1380)
- 1478:
  - Julian Medyceusz, florencki polityk (ur. 1453)
  - Franceso Salviati, włoski duchowny katolicki, arcybiskup Pizy (ur. ?)
- 1489 – Yoshihisa Ashikaga, japoński siogun (ur. 1465)
- 1504 – Zofia Erykówna, księżna meklemburska (ur. ok. 1462)
- 1536 – Franciszek ze Lwowa, polski duchowny katolicki, biskup kijowski (ur. ?)
- 1556 – Valentin Trozendorf, niemiecki duchowny i teolog protestancki, wykładowca akademicki (ur. 1490)
- 1563 – Giacomo Puteo, włoski duchowny katolicki, arcybiskup Bari, inkwizytor, kardynał (ur. 1495)
- 1571 – Piotr Roizjusz, hiszpański prawnik, poeta, profesor Akademii Krakowskiej (ur. ok. 1505)
- 1623 – Jan Żółkiewski, polski szlachcic, polityk (ur. ?)
- 1638 – Giacomo Rho, włoski jezuita, misjonarz, tłumacz (ur. 1593)
- 1660 – Elżbieta Charlotta Wittelsbach, elektorowa brandenburska (ur. 1597)
- 1685 – Luigi Omodei, włoski kardynał (ur. 1608)
- 1686 – Magnus Gabriel De la Gardie, szwedzki wojskowy, polityk (ur. 1622)
- 1716 – Georg von Giesche, niemiecki przedsiębiorca (ur. 1653)
- 1717 – Christian II Wittelsbach, hrabia palatyn i książę Palatynatu-Zweibrücken-Birkenfeld (ur. 1637)
- 1718 – Jean Casimir Baluze, francuski dyplomata (ur. 1648)
- 1734 – Aleksander Antoni Fredro, polski duchowny katolicki, biskup chełmiński (ur. 1674)
- 1741 – Daniel Niklas von Höpken, szwedzki arystokrata, polityk (ur. 1669)
- 1776:
  - Piotr Polejowski, polski snycerz, architekt (ur. 1734)
  - Natalia Romanowa, wielka księżna Rosji (ur. 1755)
- 1784 – Nano Nagle, irlandzka zakonnica, czcigodna Służebnica Boża (ur. 1718)
- 1794 – Piotr Fergusson Tepper, polski bankier (ur. po 1713)
- 1802 – Stanisław Stroiński, polski malarz (ur. 1719)
- 1808 – Jean-Baptiste Pillement, francuski malarz, projektant (ur. 1728)
- 1815 – Karsten Niebuhr, niemiecki podróżnik (ur. 1733)
- 1827 – János Bihari, węgierski skrzypek, kompozytor pochodzenia cygańskiego (ur. 1764)
- 1835 – Anioł Dowgird, polski filozof, kaznodzieja (ur. 1776)
- 1852 – Charles Athanase Walckenaer, francuski urzędnik, kartograf, przyrodnik, pisarz (ur. 1771)
- 1856 – Piotr Czaadajew, rosyjski filozof, publicysta (ur. 1794)
- 1861:
  - Paul Giéra, francuski poeta (ur. 1816)
  - Michał Konarski, polski pedagog, literat (ur. 1784)
- 1864:
  - Augusta Ferdynanda, arcyksiężniczka austriacka, księżniczka toskańska, księżna bawarska (ur. 1825)
  - Józef Wiśniewski, polski major kawalerii (ur. 1788)
- 1865 – John Wilkes Booth, amerykański aktor, zamachowiec (ur. 1838)
- 1866 – Hermann Mayer Salomon Goldschmidt, niemiecki astronom, malarz (ur. 1802)
- 1877 – Antonio Corazzi, włoski architekt (ur. 1792)
- 1879:
  - Carlo Luigi Morichini, włoski kardynał (ur. 1805)
  - Édouard-Léon Scott de Martinville, francuski zecer, księgarz, wynalazca (ur. 1817)
- 1883 – Napoleon Orda, polsko-białoruski rysownik, malarz, pianista, kompozytor (ur. 1807)
- 1896:
  - Wincenty Colonna Walewski, polski ziemianin, hrabia, uczestnik powstania styczniowego (ur. 1841)
  - Cezar Męciński, polski ziemianin, przedsiębiorca naftowy, filantrop (ur. 1809)
  - Ferdinand Winter, niemiecki malarz (ur. 1830)
- 1897 – Aleksander Zenowicz, rosyjski polityk pochodzenia polskiego (ur. 1829)
- 1900 – Ernst Knippel, niemiecki grafik, rysownik, rytownik (ur. 1811)
- 1902 – Lazarus Fuchs, niemiecki matematyk, wykładowca akademicki pochodzenia żydowskiego (ur. 1833)
- 1903 – Władysław Jasiński, polski lekarz, publicysta (ur. 1827)
- 1904 – John Kissig Cowen, amerykański polityk (ur. 1844)
- 1906 – Karol Juliusz Drac, polski wynalazca, konstruktor i badacz w dziedzinie fotografii barwnej (ur. 1875)
- 1907:
  - Josef Hellmesberger Jr., austriacki kompozytor, skrzypek, dyrygent (ur. 1855)
  - Pietro Platania, włoski kompozytor (ur. 1828)
- 1908 – Karl Möbius, niemiecki zoolog, ekolog, wykładowca akademicki (ur. 1825)
- 1909:
  - Doc Powers, amerykański baseballista (ur. 1870)
  - Tadeusz Skałkowski, polski prawnik, publicysta, polityk, uczestnik powstania styczniowego (ur. 1845)
- 1910:
  - Bjørnstjerne Bjørnson, norweski pisarz, laureat Nagrody Nobla (ur. 1832)
  - Garretson Gibson, liberyjski polityk, prezydent Liberii (ur. 1832)
- 1911 – Pedro Paterno, filipiński poeta, prozaik, dramaturg, polityk, premier Filipin (ur. 1857)
- 1912 – Tomasz Grodecki, polski duchowny i teolog katolicki (ur. 1822)
- 1913 – Mary Phagan, amerykańska ofiara morderstwa (ur. 1899)
- 1914:
  - Richard Knötel, niemiecki malarz, rysownik, litograf, ilustrator, pisarz (ur. 1857)
  - Juraj Posilović, chorwacki duchowny katolicki, biskup gospicko-seński, arcybiskup zagrzebski, polityk (ur. 1834)
  - Eduard Suess, austriacki geolog, wykładowca akademicki, polityk (ur. 1831)
- 1915:
  - John Bunny, amerykański aktor, komik (ur. 1863)
  - Frederick Winters, amerykański sztangista pochodzenia niemieckiego (ur. 1873)
- 1916 – Mário de Sá-Carneiro, portugalski poeta (ur. 1890)
- 1917 – Oktaw Sala, polski ziemianin, polityk (ur. 1841)
- 1918 – Ivan Lönnberg, szwedzki lekkoatleta, długodystansowiec, malarz (ur. 1891)
- 1919:
  - Napoleon Cybulski, polski fizjolog, wykładowca akademicki (ur. 1854)
  - Guido Werdnig, austriacki lekarz wojskowy, neurolog (ur. 1844)
- 1920:
  - Bohdan Kleczyński, polski malarz (ur. 1851)
  - Stepan Kowaliw, ukraiński pedagog, pisarz, publicysta (ur. 1848)
  - Srinivasa Ramanujan, indyjski bramin, matematyk-samouk (ur. 1887)
  - Roman Senowski, polski rotmistrz (ur. 1891)
- 1922 – Hans Sommer, niemiecki matematyk, wykładowca akademicki, kompozytor (ur. 1837)
- 1924:
  - Josef Labor, austriacki pianista, kompozytor (ur. 1842)
  - Maria Łukasz Wiechowicz, polski kapłan mariawicki (ur. 1869)
- 1925 – Jerzy Brunner, polski bakteriolog, wykładowca akademicki pochodzenia żydowskiego (ur. 1870)
- 1926 – Jules Gilliéron, szwajcarski językoznawca, dialektolog, wykładowca akademicki (ur. 1854)
- 1929 – Michał Romanow, rosyjski wielki książę, pułkownik (ur. 1861)
- 1930 – Marek Arnsztajn, polski lekarz, polityk, działacz społeczny pochodzenia żydowskiego (ur. 1855)
- 1931:
  - Jakob Eriksson, szwedzki mykolog, fitopatolog, wykładowca akademicki (ur. 1848)
  - Stefan Kołomłocki, polski malarz, ilustrator, pisarz, działacz harcerski (ur. 1884)
  - George Mead, amerykański filozof, socjolog, psycholog, wykładowca akademicki (ur. 1863)
- 1932 – Grzegorz (Jackowski), rosyjski biskup prawosławny (ur. 1866)
- 1933:
  - Erich Baron, niemiecki prawnik, dziennikarz, polityk (ur. 1881)
  - Kazimierz Sterling, polski adwokat, literat, krytyk literacki pochodzenia żydowskiego (ur. 1875)
- 1934:
  - Broncia Koller-Pinell, austriacka malarka pochodzenia żydowskiego (ur. 1863)
  - Konstantin Waginow, rosyjski prozaik, poeta (ur. 1899)
- 1935 – Wacław Borzemski, polski działacz niepodległościowy, oficer, urzędnik, nauczyciel (ur. 1868)
- 1936 – Julian Talko-Hryncewicz, polski lekarz, antropolog, etnograf, archeolog-amator (ur. 1850)
- 1937:
  - Eugen Franz, niemiecki rewizor, działacz polityczny i społeczny, poseł na Sejm RP (ul. 1881)
  - Béla von Kehrling, węgierski tenisista (ur. 1891)
- 1938:
  - Rafał Arnáiz Barón, hiszpański trapista, święty (ur. 1911)
  - Đuro Cvijić, jugosłowiański polityk komunistyczny, publicysta (ur. 1896)
  - Iwan Mieżłauk, radziecki wojskowy, polityk (ur. 1891)
  - Ali Szyrwani, radziecki polityk (ur. 1894)
- 1940:
  - Carl Bosch, niemiecki inżynier-chemik, przemysłowiec, laureat Nagrody Nobla (ur. 1874)
  - Stanisław Kubista, polski werbista, męczennik, błogosławiony (ur. 1898)
  - Aleksandra Kujałowicz, polska nauczycielka, uczestniczka konspiracji niepodległościowej (ur. 1909)
- 1941:
  - Stefan Siwiec, polski duchowny katolicki, teolog, historyk Kościoła wschodniego (ur. 1863)
  - Marta (Tiestowa), rosyjska święta mniszka prawosławna (ur. 1883)
- 1942:
  - Szczęsny Bronowski, polski internista, działacz oświatowy (ur. 1864)
  - Zygmunt Jaślar, polski student (ur. 1920)
- 1944:
  - Antin Horbaczewski, ukraiński adwokat, polityk, senator RP (ur. 1856)
  - Kang Gyeong-ae, koreańska pisarka, poetka, działaczka robotnicza, feministka (ur. 1906)
  - Derek Keppel, brytyjski arystokrata, polityk (ur. 1863)
  - Jan Kołodziej, polski lekkoatleta, bokser (ur. 1906)
  - Bruno Lüdke, niemiecki seryjny morderca (ur. 1908)
  - Róża Marczewska, polska łączniczka, członkini SZP-ZWZ-AK (ur. 1910)
  - Violette Morris, francuska sportsmenka, agentka Gestapo (ur. 1893)
- 1945:
  - Pawieł Mironow, radziecki młodszy porucznik (ur. 1919)
  - Sigmund Rascher, niemiecki lekarz, zbrodniarz wojenny (ur. 1909)
  - Nikołaj Romanienkow, radziecki pułkownik (ur. 1919)
  - Pawło Skoropadski, ukraiński wojskowy, polityk, głowa Państwa Ukraińskiego (ur. 1873)
  - Arkadij Sudariew, radziecki gefrajter (ur. 1924)
- 1946:
  - Louis Bachelier, francuski matematyk, ekonomista (ur. 1870)
  - Hermann Keyserling, niemiecki filozof (ur. 1880)
  - František Mlčoch, czeski polityk, kolaborant (ur. 1888)
- 1948 – Rafał Szereszowski, polski bankier, filantrop, polityk, senator RP (ur. 1869)
- 1949 – Jan Minczakowski, polski major piechoty (ur. 1893)
- 1950 – Bolesław Majski, polski aktor, piosenkarz (ur. 1906)
- 1951:
  - John Alden Carpenter, amerykański kompozytor (ur. 1876)
  - Arnold Sommerfeld, niemiecki fizyk teoretyk, wykładowca akademicki (ur. 1868)
- 1952:
  - Jan van der Hoeve, holenderski okulista, wykładowca akademicki (ur. 1878)
  - Lennart Lindgren, szwedzki lekkoatleta, sprinter (ur. 1915)
  - Kazimierz Bonawentura Nowakowski, polski pułkownik lekarz (ur. 1879)
- 1956:
  - Edward Arnold, amerykański aktor (ur. 1890)
  - Henrique da Rocha Lima, brazylijski lekarz, patolog, wykładowca akademicki (ur. 1879)
- 1957 – Gichin Funakoshi, japoński mistrz karate (ur. 1868)
- 1958 – Kurt Absolon, austriacki malarz, grafik (ur. 1925)
- 1959 – Charles R. Mabey, amerykański polityk (ur. 1877)
- 1960 – Gustaf Lindblom, szwedzki lekkoatleta, trójskoczek (ur. 1891)
- 1961:
  - Mustafa Aranitasi, albański pułkownik, polityk (ur. 1872)
  - Hari Singh, indyjski maharadża, ostatni władca Kaszmiru (ur. 1895)
  - Hermann Stremme, niemiecki geolog, mineralog, wykładowca akademicki (ur. 1879)
  - Ignacy Schwarzbart, polski adwokat, działacz syjonistyczny, polityk, senator RP pochodzenia żydowskiego (ur. 1888)
  - Gustav Ucicky, austriacki reżyser, scenarzysta i operator filmowy (ur. 1899)
- 1962 – Fritz Sjöqvist, szwedzki żeglarz sportowy (ur. 1884)
- 1963:
  - Peter Mädler, niemiecki robotnik, ofiara Muru Berlińskiego (ur. 1943)
  - Roman Zbigniew Piotrowski, polski prawnik, wykładowca akademicki (ur. 1898)
  - Juliusz Saloni, polski polonista, historyk literatury, pedagog (ur. 1891)
- 1964:
  - Mario Ferrero, włoski piłkarz (ur. 1903)
  - Dimityr Giczew, bułgarski polityk, działacz opozycji antykomunistycznej (ur. 1893)
  - Werner Hartmann, niemiecki komandor, dowódca U-Bootów (ur. 1902)
  - Edwin John Pratt, kanadyjski poeta (ur. 1882)
- 1966 – Tom Florie, amerykański piłkarz (ur. 1897)
- 1967:
  - Jean Alexandre Barré, francuski neurolog (ur. 1880)
  - Nikołaj Ignatow, radziecki polityk (ur. 1914)
  - Roman Wilkosz, polski malarz, projektant, pedagog (ur. 1895)
- 1968:
  - Leon Birkholz, polski wioślarz, bankowiec, zakonnik (ur. 1904)
  - Ludmiła Bogusławska, polska automobilistka, pilotka, podróżniczka, uczestniczka powstania warszawskiego pochodzenia rosyjskiego (ur. 1897)
  - Janusz Chmielowski, polski inżynier budowy maszyn, matematyk, taternik (ur. 1878)
  - John Heartfield, niemiecki malarz, grafik (ur. 1891)
  - Władysław Piotrowski, polski fotoreporter (ur. 1904)
  - Walenty Prokulski, polski jezuita, teolog, biblista, tłumacz (ur. 1888)
  - Roman Wilkosz, polski malarz, projektant, pedagog (ur. 1895)
- 1969:
  - Józef Hendricks, polski major pilot pochodzenia niemieckiego (ur. 1896)
  - Morihei Ueshiba, japoński mistrz sztuk walki, twórca aikido (ur. 1883)
- 1970:
  - Gypsy Rose Lee, amerykańska aktorka, pisarka (ur. 1911)
  - Tadeusz Starzyński, polski prawnik, komisarz policji, kapitan piechoty, żołnierz AK, cichociemny (ur. 1903)
- 1971:
  - Chewel Buzgan, polski aktor, reżyser, kierownik artystyczny pochodzenia żydowskiego (ur. 1897)
  - Jan Otrębski, polski językoznawca, polonista, slawista, prutenista, wykładowca akademicki (ur. 1889)
  - Song Ziwen, chiński finansista, przedsiębiorca, polityk (ur. 1894)
- 1972:
  - Jacques Dugé de Bernonville, francuski arystokrata, oficer policji, kolaborant (ur. 1897)
  - Charles Newman, brytyjski podpułkownik (ur. 1904)
  - Johann Reichhart, niemiecki kat państwowy (ur. 1893)
- 1973 – Irene Ryan, amerykańska aktorka (ur. 1902)
- 1976:
  - Andriej Grieczko, radziecki dowódca wojskowy, marszałek ZSRR, polityk (ur. 1903)
  - Sid James, południowoafrykański aktor pochodzenia żydowskiego (ur. 1913)
  - Oskar Schmidt, austriacki chemik, przedsiębiorca, wynalazca (ur. 1902)
  - Jan Zawartka, polski chirurg, wykładowca akademicki (ur. 1914)
- 1977:
  - Floyd Begin, amerykański duchowny katolicki, biskup Oakland (ur. 1902)
  - Jan Marchwicki, polski przestępca (ur. 1929)
  - Zdzisław Marchwicki, polski seryjny morderca (ur. 1927)
- 1978:
  - Settimio Manelli, włoski nauczyciel, Sługa Boży (ur. 1886)
  - Zygmunt Stefanowicz, polski dziennikarz, publicysta, działacz polonijny (ur. 1884)
- 1979 – George Isaacs, brytyjski związkowiec, polityk (ur. 1883)
- 1980:
  - Melania Arciszewska, polska działaczka polityczna, społeczna i emigracyjna (ur. 1906)
  - Aleksander Kwiatkowski, polski oficer kawalerii, funkcjonariusz wywiadu wojskowego, urzędnik konsularny (ur. 1894)
  - Kaare Larsen, norweski zapaśnik (ur. 1914)
  - Władysław Nowakowski, polski konstruktor szybowcowy (ur. 1916)
- 1981:
  - Madge Evans, amerykańska aktorka (ur. 1909)
  - William Meiklejohn, amerykański agent filmowy (ur. 1903)
  - Grunia Suchariewa, radziecka psychiatra dziecięca, wykładowczyni akademicka pochodzenia żydowskiego (ur. 1891)
- 1982:
  - Felix Greissle, austriacki dyrygent, pedagog i redaktor muzyczny (ur. 1894)
  - Celia Johnson, brytyjska aktorka (ur. 1908)
- 1983 – Bronisław Kaper, polski kompozytor muzyki filmowej pochodzenia żydowskiego (ur. 1902)
- 1984:
  - Count Basie, amerykański kompozytor, pianista jazzowy (ur. 1904)
  - Helge Løvland, norweski lekkoatleta, wieloboista (ur. 1890)
  - May McAvoy, amerykańska aktorka (ur. 1899)
- 1985 – Roman Czerniawski, polski pułkownik, agent wywiadu (ur. 1910)
- 1986:
  - Broderick Crawford, amerykański aktor (ur. 1911)
  - Bessie Love, amerykańska aktorka (ur. 1898)
- 1987 – Iwan Morozow, radziecki polityk (ur. 1924)
- 1988:
  - Guillermo Haro, meksykański astronom (ur. 1913)
  - Valerie Solanas, amerykańska pisarka, zamachowczyni (ur. 1936)
- 1989:
  - Lucille Ball, amerykańska aktorka (ur. 1911)
  - Michele Cecchini, włoski duchowny katolicki, arcybiskup, nuncjusz apostolski (ur. 1920)
  - Robert Gysae, niemiecki dowódca okrętów podwodnych (ur. 1911)
- 1990 – Józef Kosacki, polski porucznik saperów, inżynier, wynalazca ręcznego wykrywacza min (ur. 1909)
- 1991:
  - Carmine Coppola, włoski kompozytor muzyki filmowej (ur. 1910)
  - Lars Hall, szwedzki pięcioboista nowoczesny (ur. 1927)
  - Richard Hatfield, kanadyjski polityk (ur. 1931)
- 1992:
  - Władysław Guzek, polski polityk, poseł na Sejm PRL (ur. 1913)
  - Genowefa Minicka, polska wszechstronna lekkoatletka (ur. 1926)
  - Humberto Selvetti, argentyński sztangista (ur. 1932)
  - Roman Zatwarnicki, polski pilot, konstruktor szybowcowy (ur. 1916)
- 1993 – Władysław Matus, polski duchowny katolicki, polityk, poseł na Sejm RP (ur. 1888)
- 1994:
  - Rustam Bastuni, izraelski architekt, dziennikarz, polityk pochodzenia arabskiego (ur. 1923)
  - Masutatsu Ōyama, japoński karateka pochodzenia koreańskiego (ur. 1923)
- 1995 – Hanna Ożogowska, polska pisarka, poetka, tłumaczka (ur. 1904)
- 1997 – Peng Zhen, chiński polityk komunistyczny (ur. 1902)
- 1998 – Alfred Majewski, polski architekt, konserwator zabytków (ur. 1907)
- 1999:
  - Franciszek Michalik, polski polityk, poseł na Sejm PRL (ur. 1914)
  - Maria Helena Żurowska, polska pielęgniarka, działaczka społeczna (ur. 1916)
- 2000:
  - Władimir Agkacew, radziecki polityk (ur. 1911)
  - Jan Kacprzak, polski inżynier elektryk, wykładowca akademicki (ur. 1943)
- 2001 – Michał Maciejowski, polski porucznik pilot, as myśliwski (ur. 1913)
- 2002:
  - Vincenzo Caianiello, włoski prawnik, wykładowca akademicki, prezes Sądu Konstytucyjnego, polityk, minister sprawiedliwości (ur. 1932)
  - Tore Svensson, szwedzki piłkarz, bramkarz (ur. 1927)
  - Hans Heinrich von Thyssen-Bornemisza, niemiecki kolekcjoner dzieł sztuki (ur. 1921)
- 2003:
  - Aleksander Bystry, polski duchowny i teolog katolicki, wykładowca akademicki, publicysta (ur. 1925)
  - Peter Stone, amerykański pisarz (ur. 1930)
- 2004:
  - Barthélémy Batantu, kongijski duchowny katolicki, arcybiskup Brazzaville (ur. 1925)
  - Rangeł Gerowski, bułgarski zapaśnik (ur. 1958)
  - Paul Hasule, ugandyjski piłkarz, trener (ur. 1959)
  - Mariusz Łukasiewicz, polski przedsiębiorca (ur. 1960)
  - Hubert Selby, amerykański pisarz (ur. 1928)
  - Hasse Thomsén, szwedzki bokser (ur. 1942)
- 2005:
  - Gordon Campbell, brytyjski polityk (ur. 1921)
  - Elisabeth Domitien, środkowoafrykańska polityk, premier Republiki Środkowoafrykańskiej (ur. 1925)
  - Borys Marynowski, polski aktor (ur. 1946)
  - Josef Nesvadba, czeski pisarz science fiction (ur. 1926)
  - Augusto Roa Bastos, paragwajski prozaik, dramaturg, poeta, dziennikarz (ur. 1917)
  - Maria Schell, austriacka aktorka (ur. 1926)
  - Joanna Wierusz-Kowalska, polska malarka, konserwatorka dzieł sztuki (ur. 1930)
- 2006 – Juwal Ne’eman, izraelski fizyk, wojskowy, polityk (ur. 1925)
- 2007:
  - Florea Dumitrache, rumuński piłkarz (ur. 1948)
  - Mariusz Sabiniewicz, polski aktor (ur. 1963)
  - Shin Hyun-hwak, południowokoreański polityk, premier Korei Południowej (ur. 1920)
  - Jack Valenti, amerykański polityk (ur. 1921)
- 2008 – Zbigniew Olech, polski bokser (ur. 1940)
- 2009:
  - Salamo Arouch, grecki bokser (ur. 1923)
  - Maria Dernałowicz, polska historyk literatury, pisarka (ur. 1928)
- 2010:
  - Daniel (Aleksandrow), rosyjski biskup prawosławny (ur. 1930)
  - Luigi Gui, włoski polityk (ur. 1914)
- 2011:
  - Barbara Gwiazdowska, polska fizyk, wykładowczyni akademicka (ur. 1927)
  - Barbara Iwaszkiewicz-Bilikiewicz, polska okulistka, wykładowczyni akademicka (ur. 1935)
  - Adam Kolawa, polsko-amerykański informatyk, przedsiębiorca (ur. 1957)
  - Phoebe Snow, amerykańska wokalistka i gitarzystka folkowa (ur. 1950)
- 2012:
  - Ardian Klosi, albański dziennikarz, tłumacz (ur. 1957)
  - Terence Spinks, brytyjski bokser (ur. 1938)
  - Zbigniew Żebrowski, polski zootechnik, wykładowca akademicki (ur. 1919)
- 2013:
  - George Jones, amerykański piosenkarz country (ur. 1931)
  - Edward Szklarczyk, polski lekkoatleta, długodystansowiec (ur. 1941)
- 2014:
  - Gerald Guralnik, amerykański fizyk, wykładowca akademicki (ur. 1936)
  - Sandro Lopopolo, włoski bokser (ur. 1939)
  - Jacek Manicki, polski tłumacz literatury pięknej z języka angielskiego (ur. 1951)
  - Juraj Posilović, chorwacki duchowny, arcybiskup zagrzebski (ur. 1834)
  - Adolf Seilacher, niemiecki paleontolog, wykładowca akademicki (ur. 1925)
  - Tomasz Szklarski, polski szermierz (ur. 1971)
- 2015:
  - Jayne Meadows, amerykańska aktorka (ur. 1919)
  - Marcel Pronovost, kanadyjski hokeista (ur. 1930)
  - Jerzy Wójcik, polski generał brygady (ur. 1950)
- 2016:
  - Vincent Darius, grenadyjski duchowny katolicki, biskup Saint George’s na Grenadzie (ur. 1955)
  - Władimir Jułygin, rosyjski piłkarz, trener (ur. 1936)
  - Harry Wu, chiński dysydent, działacz na rzecz obrony praw człowieka (ur. 1937)
- 2017:
  - Moïse Brou Apanga, gaboński piłkarz (ur. 1982)
  - Jonathan Demme, amerykański reżyser, scenarzysta i producent filmowy (ur. 1944)
- 2018:
  - Piotr Barełkowski, polski architekt (ur. 1961)
  - Yoshinobu Ishii, japoński piłkarz, trener (ur. 1939)
  - Henk Numan, holenderski judoka (ur. 1955)
- 2019:
  - Jimmy Banks, amerykański piłkarz (ur. 1964)
  - Reijo Taipale, fiński piosenkarz (ur. 1940)
- 2020:
  - Emilio Alluè, amerykański duchowny katolicki, biskup pomocniczy Bostonu (ur. 1935)
  - Giulietto Chiesa, włoski dziennikarz, polityk, eurodeputowany (ur. 1940)
  - Kauko Juhantalo, fiński polityk, minister handlu i przemysłu (ur. 1942)
  - Beniamin (Korolow), rosyjski biskup prawosławny (ur. 1965)
  - Tomasz Olszewski, polski fotograf (ur. 1929)
  - Abolfazl Salabi, irański koszykarz (ur. 1924)
  - Henri Weber, francuski filozof, polityk, eurodeputowany (ur. 1944)
- 2021:
  - Kazimierz Gąsiorowski, polski patolog, wykładowca akademicki (ur. 1949)
  - Marian Kawski, polski wokalista (ur. 1942)
  - Wasos Lisaridis, cypryjski lekarz, polityk, minister, przewodniczący Izby Reprezentantów (ur. 1920)
  - Tamara Press, ukraińska lekkoatletka, kulomiotka, dyskobolka (ur. 1937)
  - Tomasz Sikorski, polski artysta intermedialny, pedagog (ur. 1953)
  - Tadeusz Zgółka, polski językoznawca, leksykograf, wykładowca akademicki (ur. 1945)
- 2022:
  - Daniel Dolan, amerykański biskup katolicki o poglądach sedewakantystycznych (ur. 1951)
  - İsmail Ogan, turecki zapaśnik (ur. 1933)
  - Klaus Schulze, niemiecki muzyk, członek zespołu Tangerine Dream (ur. 1947)
- 2023:
  - Barbara Ciruk, polska dziennikarka, polityk, poseł na Sejm RP (ur. 1956)
  - Isidore Fernandes, indyjski duchowny katolicki, biskup Allahabadu (ur. 1947)
  - Mamukkoya, indyjski aktor (ur. 1946)
- 2024:
  - Alfrēds Čepānis, łotewski działacz komunistyczny, polityk, przewodniczący Sejmu (ur. 1943)
  - Robin George, brytyjski gitarzysta i wokalista rockowy, producent muzyczny (ur. 1956)
  - Peter Ingham, australijski duchowny katolicki, biskup pomocniczy Sydney, biskup Wollongong (ur. 1941)
  - Łukasz Kaczmarek, polski żużlowiec (ur. 1995)
- 2025:
  - Max Bolkart, niemiecki skoczek narciarski (ur. 1932)
  - José Carlos, portugalski piłkarz, trener (ur. 1941)
  - Jair da Costa, brazylijski piłkarz (ur. 1940)
  - Michele Di Ruberto, włoski duchowny katolicki, arcybiskup tytularny biccarieński, sekretarz Kongregacji Spraw Kanonizacyjnych (ur. 1934)
  - Okagi Hayashi, japońska superstulatka (ur. 1909)
  - Tomasz Lech, polski kulturysta, strongmen (ur. 1977)
  - Noël Minga, kongijski piłkarz, trener (ur. 1947)